# ヒメカラマツ
ヒメカラマツ（姫唐松、学名：Thalictrum alpinum var. stipitatum）は、キンポウゲ科カラマツソウ属の多年草。チシマヒメカラマツ（学名：Thalictrum alpinum var. alpinum）を基本種とする変種。高山植物。

## 特徴
根茎は短く横に伸び、地中に1-数個の細い匐枝を伸ばす。茎は繊細で緑色、無毛、直立または斜上し、高さは8-20cmになり、上部で分枝しない。花期にも根出葉が生存し、長い葉柄があり、葉身は2-3回3出複葉で、頂小葉は卵形から広卵形、またはやや円形になり、長さ幅ともに3-8mm、先は浅く2-3裂し、基部はくさび形から円形になる。葉質はやや厚く、裏面の葉脈が隆起する。葉柄の基部の托葉は膜質で、縁は全縁、淡褐色で、小葉柄の基部に小托葉はない。茎葉は小さななものが1-2個つくか、または無いことがある。株の根元に前年の枯れた根出葉の葉柄が残る。
花期は7-8月。花序は長さ3-10cmの総状花序で、花を10個ほどつけ、花の径は0.5-1cmになり下垂する。花柄は長さ0.5-1.5cmになり、斜上し、基部に披針形で長さ4-5mmの苞があり、茎を抱く。萼片は4個あり、長さ4mm、幅2mmの楕円形で黄緑色、早落性。花弁はない。雄蕊は多数あり長さ8mm、葯は鮮黄色で長さ1-2.5mm、花糸は糸状で葯より細く、紫色を帯び、葯隔は突出する。雌蕊は4-6個あり、花柱は伸長し、柱頭は三角状になる。果実は長さ3-5mmのやや扁平な紡錘形の痩果になり、4-6個つき、両側に縦に隆起する5脈があり、基部に長さ1.5-3mmの果柄があって下垂する。痩果の残存花柱は長さ約1mm、斜上する。染色体数2n=14。

## 分布と生育環境
日本では、本州の岩手県（早池峰山）、中部地方の高山（谷川岳・戸隠連峰・北アルプス北部・八ヶ岳・南アルプス）、四国に分布し、高山帯の風の強い礫地、砂礫地や乾いた草地に生育する。タイプ標本の採集地は北アルプスの白馬岳。世界では、ヒマラヤ地域に広く分布する。

## 名前の由来
和名ヒメカラマツは、「姫唐松」の意で、植物体が小型であることによる。基本種の Thalictrum alpinum に対する和名「ヒメカラマツソウ」は、植物学者矢田部良吉 (1892) による命名である。矢田部は、「甲州八ヶ嶽ニ生ズ。高サ二三寸乃至七寸。からまつそう屬中ノ小ナルモノナリ。余之ヲひめからまつさうトセリ。」と述べている。
種小名（種形容語）alpinum は、「高山性の」の、変種名 stipitatum は、「柄のある」の意味。

## 種の保全状況評価
国（環境省）のレッドデータブック、レッドリストでの選定はない。都道府県のレッドデータ、レッドリストの選定状況は次の通り。群馬県-絶滅危惧IA類(CR)、山梨県-絶滅危惧IA類(CR)、長野県-絶滅危惧II類(VU)、静岡県-要注目種（N-II分布上注目種等）。

## ギャラリー

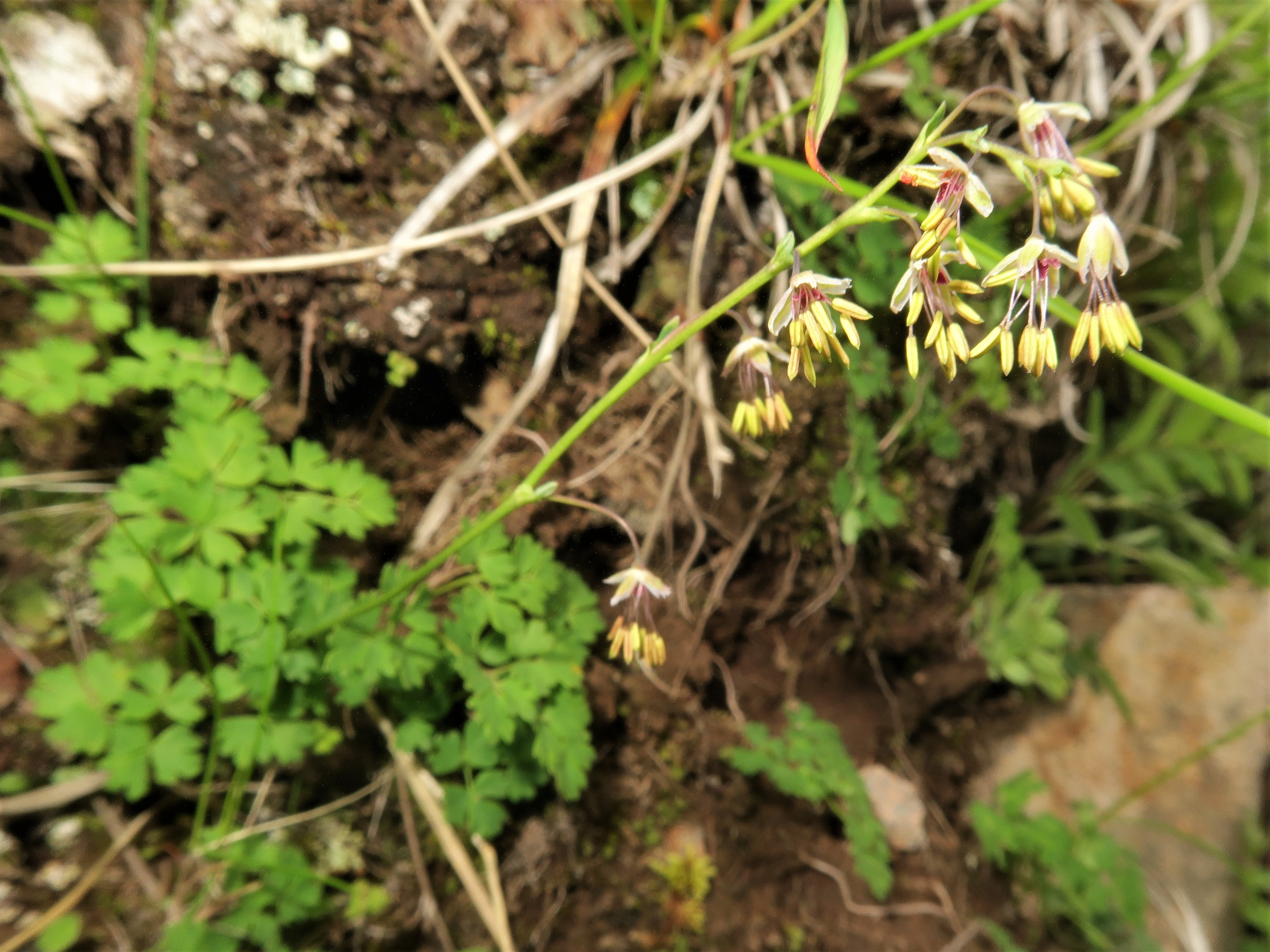
花柄は斜上し、基部に披針形での苞があり、茎を抱く。
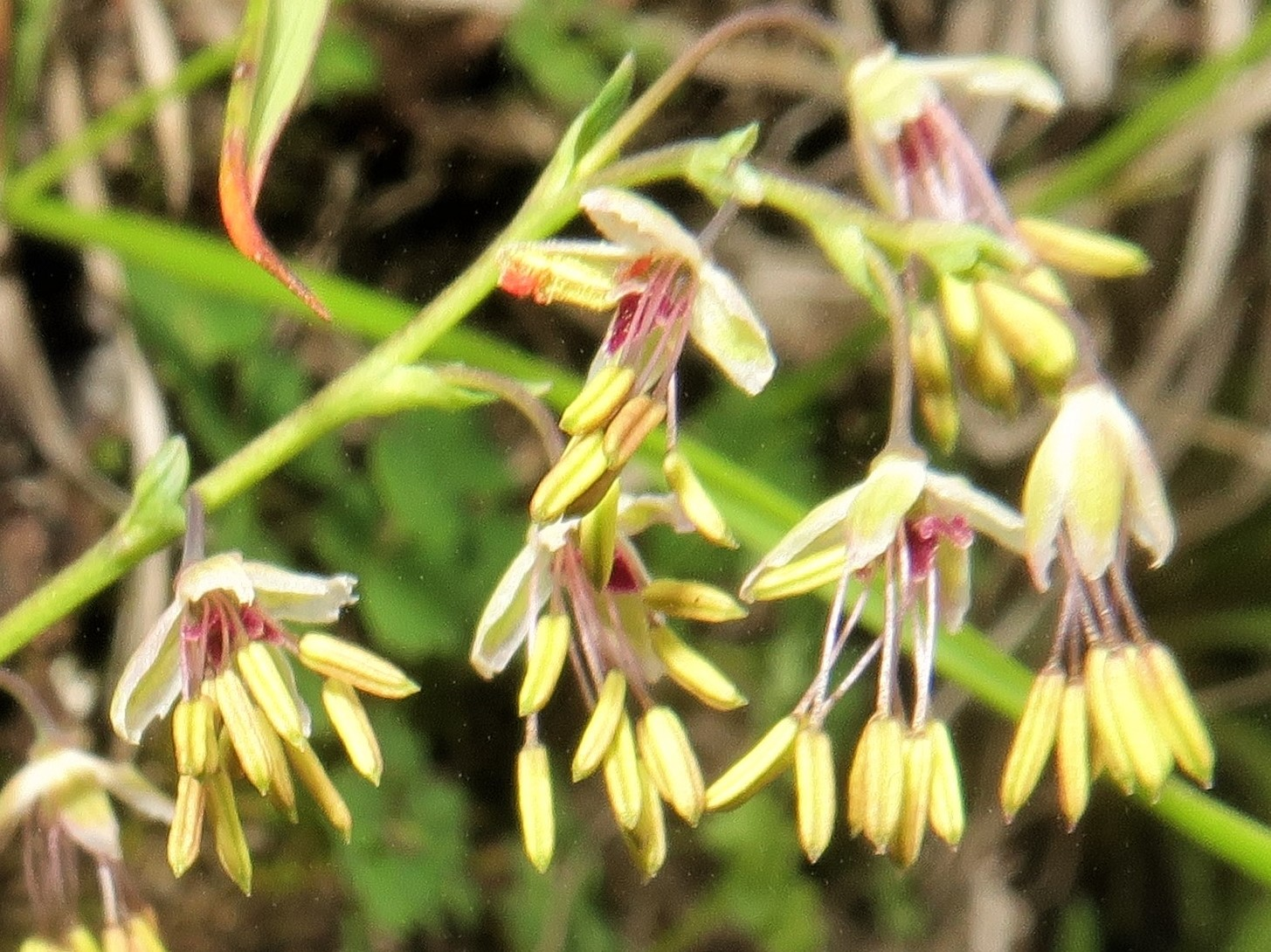
左の拡大。花弁状の萼片は4個あり、楕円形で黄緑色、花弁はない。雄蕊は多数あって下垂し、葯は鮮黄色で長く、花糸は糸状で葯より細く紫色を帯びる。
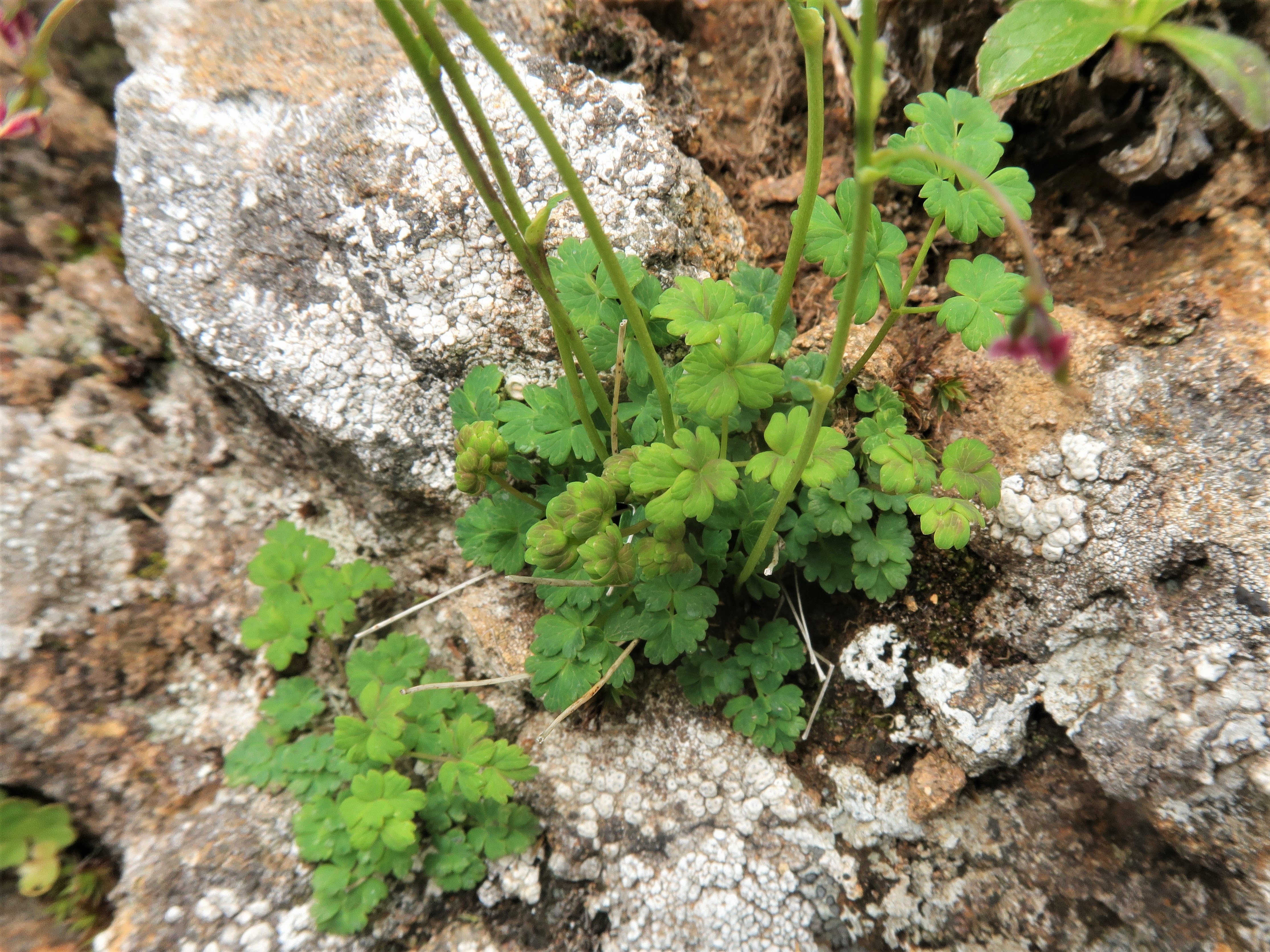
花期にも根出葉が生存し、葉身は2-3回3出複葉。小葉柄の基部に小托葉はない。株の根元に前年の枯れた根出葉の葉柄が残る。
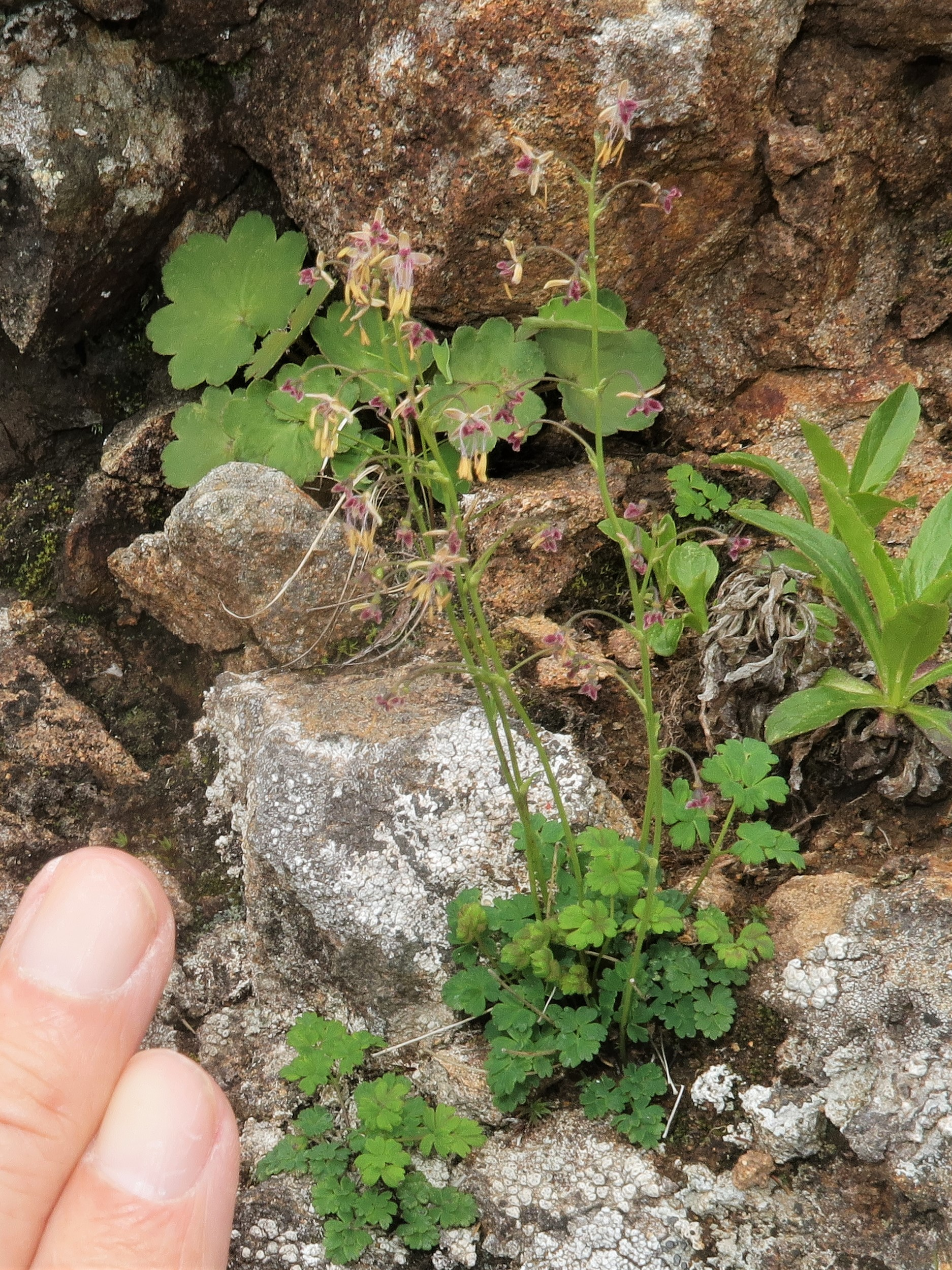
この個体の高さは10cmたらず。標高2800ｍ近い岩場で。

## 基本種
チシマヒメカラマツ（学名：Thalictrum alpinum L. (1753) var. alpinum）- ヒメカラマツの基本種。痩果の果柄がないか、あっても短い。果柄が湾曲しない点で区別されるというが、必ずしも明確な違いとはいえないという。千島列島、樺太をはじめ、北半球の寒帯全域に広く分布する。

## 分類
ヒメカラマツは、日本産のカラマツソウ属のなかで一番小型である。同属のなかでアキカラマツ節（Sect. Thalictrum）に属し、早落性の萼片をもち、雄蕊は下垂し、花糸は糸状でその先の葯は花糸より太くやや長い特徴をもつ。同節のなかでも、形態的には、チャボカラマツ T. foetidum var. glabrescens に似る。両種は、背丈が低く、花期にも根出葉が生存するという共通点がをもつが、分布地と花期は異なり、本種のそれは、本州の岩手県・中部地方・四国のそれぞれの高山帯で、7-8月であり、チャボカラマツは、北海道の道央と岩手県の一部で、5-6月である。本種は、茎先が分枝せず、花序は総状花序につくのに対し、チャボカラマツは、茎先が1-3回分枝し、花序は散房花序につく。